# Handicar
"Handicar" é o quarto episódio da décima oitava temporada da série de desenho animado estadunidense South Park, e o de número 251 da série em geral. Escrito e dirigido por Trey Parker, co-criador do seriado, foi transmitido originalmente em 15 de outubro de 2014 através do canal de televisão Comedy Central. O episódio explora várias tendências da indústria automotiva, incluindo aplicativos de buscas como Uber e Lyft, e a promoção da marca Lincoln com Matthew McConaughey que acaba culminando em uma maratona no estilo Wacky Races. Além disso, o episódio não apresenta nenhum dos quatro personagens principais de South Park: Stan, Kyle, Cartman e Kenny.

## Enredo
Após saírem de um teatro, alguns amigos dizem à Gerald e Sheila Broflovski que contrataram um Handicar, um novo serviço de propriedade e operado por Timmy Burch que consiste na cadeira de rodas motorizada do garoto puxando um vagão decorado. Enquanto isso, um residente está em um táxi conduzido por um motorista russo irritado, reclamando que o serviço de táxi está em declínio quando Timmy passa com seu Handicar por eles. Além deles, um vendedor de Hummer não consegue com que os clientes venha ao seu evento de vendas pois os pedestres próximos são conduzidos por Timmy.
Um grupo de crianças portadoras de deficiência organizam uma angariação de fundos para o próximo acampamento de verão e a empresa de Timmy é a principal fonte de arrecadação. Entretanto, Nathan não quer ir ao acampamento e decide acabar com a Handicar junto com seu ajudante Mimsy. Quando um grupo de motoristas de táxi e o vendedor de Hummer se encontram, Nathan sugere que eles fazem Timmy desaparecer. Os taxistas invadem o quarto de Timmy e quebram suas pernas, o que não resolve o problema já que Timmy é aleijado. Então, Nathan liga para Timmy oferecendo-se para tornar um motorista da Handicar, planejando assediar sexualmente a primeira passageira que ele recebe para falir com a empresa. Nathan propõe que uma passageira veja seu pênis, mas ela se revela ser uma travesti e pergunta se o garoto gostaria de ver o dele, estuprando Nathan em um banheiro. Gerald e Sheila contratam um Handicar, mas eles são conduzidos por outro motorista, mostrando que a empresa de Timmy se expandiu. Com várias pessoas virando motoristas da Handicar, Nathan apresenta uma reminiscente linha temporal da propaganda de Matthew McConaughey para a marca Lincoln.
Durante um evento da Tesla, a audiência se demonstra interessada apenas na Handicar. Então, Nathan encontra com Elon Musk e sugere um evento para comprovar que a Handicar seja inferior a Tesla. Nathan e Musk acompanham Timmy e o desafia a uma corrida como evento de angariação de fundos. Outros grupos de veículos se juntam à corrida e as notícias relatam o retorno de Wacky Races. Timmy inicialmente não tem certeza sobre a corrida, mas é convencido pelos outros motoristas da Handicar.
Os participantes da Wacky Races são apresentados: um carro Lyft, um Zipcar dirigido por McConaughey, um táxi padrão municipal pilotado por um russo irritado, o vendedor de Hummer no modelo 2014, Elon Musk com Nathan e Mimsy em um Tesla D (equipado com tecnologia que satiriza o Carro Mágico do Professor Aéreo), um carro rosa dirigido movido por gases vaginais da atriz canadense Neve Campbell, Timmy e seu Handicar, um carro autônomo japonês e os personagens Dick Dastardly e Muttley. Os residentes de South Park observam a cobertura ao vivo.
O objetivo da corrida é pegar uma passageira e atravessar a linha de chegada com ele. Depois de vários incidentes que fazem referência à Wacky Races, Dick Dastardly e Muttley cortam uma árvore, causando uma colisão com vários carros, mas Timmy pega a passageira e evita o bloqueio. Nathan, Mimsy e Musk estão próximos, no momento em que Nathan tenta detonar uma bomba colocada no carro de Timmy, uma frota de motoristas da Handicar tiram o carro da Tesla da estrada. Nathan e Mimsy roubam o carro de Dick e ultrapassam Timmy, mas quando Nathan ativa a bomba, o Zipcar explode criando um buraco de minhoca que suga McConaughey. Mimsy explica que plantou a bomba no carro do "idiota falso da fala mansa que todo mundo adora". No final, Timmy ganha a corrida.
Timmy vende os direitos da Handicar a Elon Musk por 2,3 bilhões de dólares, tornando-se o maior arrecadador de fundos. Em casa, Nathan finalmente diz a sua mãe que ele não quer ir ao acampamento de verão. No entanto, sua mãe finge não entendê-lo já que planeja uma viagem sem ele.

## Repercussão
O episódio foi recebido por críticas mistas, recebendo a classificação C+ de David Kallison, contribuidor do The A.V. Club. Enquanto o colaborador da IGN, Max Nicholson, deu ao episódio uma nota 5 de um total de 10.